# Niklas Rainer
Pour les articles homonymes, voir Rainer.
Niklas Rainer, né le 9 mai 1983 à Falun, est un skieur alpin suédois polyvalent.

## Biographie
Membre du club Malung SLK, il prend part à ses premières courses FIS en 1999, puis aux Championnats du monde junior en 2002 et 2003, où il finit deux fois dans le top dix : neuvième en super G et dixième en slalom. Dans la Coupe d'Europe, il fait ses débuts en décembre 2001 et monte sur ses premiers podiums lors de la saison 2004-2005, gagnant deux manches de slalom géant à Bad Kleinkirchheim et Veysonnaz.
En janvier 2004, Rainer découvre la Coupe du monde à Flachau. En décembre 2004, il marque ses premiers points pour sa quatrième course au slalom de Val d'Isère avec une onzième place. Il passe la barre du top dix deux ans plus tard en finissant neuvième du super combiné de Beaver Creek. C'est aussi dans cette discipline qu'il enregistre le meilleur résultat de sa carrière dans l'élite avec une septième place à Reiteralm moins de deux semaines après.
Au niveau national, il remporte deux titres de champion de Suède au slalom géant en 2005 et 2007.

## Palmarès

### Championnats du monde
| Épreuve / Édition | Bormio 2005 | Åre 2007 | Val d'Isère 2009 |
| Descente          |             | 24e      | 20e              |
| Super G           |             | 25e      |                  |
| Slalom géant      | 14e         | 14e      | 24e              |
| Super combiné     |             | 29e      | 16e              |

### Coupe du monde
- Meilleur classement général : 62e en 2007.
- Meilleur résultat : 7e.

### Coupe d'Europe
- 7e du classement général en 2005.
- 5 podiums, dont 2 victoires.